# Flugabwehrkommando 1
Das Flugabwehrkommando 1 war eines der Flugabwehrkommandos des Heeres der Bundeswehr. Der Stabssitz war Münster. Das Kommando war Teil der Korpstruppen des I. Korps.

## Aufträge
Das Flugabwehrkommando bündelte auf Ebene des Korps die Kräfte der Heeresflugabwehrtruppe. Hauptwaffensysteme des unterstellten Regiments waren um 1989 der Flugabwehrraketenpanzer Roland und die Fliegerfaust 1. Die nicht aktiven und erst im Verteidigungsfall mobil zu machenden unterstellten Flugabwehrbataillone verfügten dagegen um 1989 „nur“ über 40mm Flugabwehrkanonen L/70. Im Verteidigungsfall sollten neben wichtigen Einrichtungen der Korpsführung und der Korpstruppen, also beispielsweise Gefechtsstände, Flugplätze und Feuerstellungen der Korpsartillerie, Truppenteile im gesamten Gefechtsstreifen des Korps gegen feindliche Luftfahrzeuge geschützt werden. Daher sollte das Flugabwehrkommando nicht geschlossen eingesetzt werden, sondern konnte lageabhängig weiträumig disloziert und in ad-hoc zusammengestellten Flugabwehrkampfverbänden geführt werden.
Daneben verfügten auch die Divisionstruppen jeder unterstellten Division in der Heeresstruktur IV über jeweils ein Flugabwehrregiment. Diese verfügten jedoch um 1989 neben der Fliegerfaust 1 „nur“ über Flugabwehrkanonenpanzer Gepard, dessen Reichweite und Kampfkraft hinter dem Flugabwehrraketenpanzer Roland zurückblieb.
Insgesamt entsprach die Größe des Flugabwehrkommandos mit etwa 2200 Angehörigen in etwa 50 % der Stärke einer der Brigaden des Feldheeres.

## Gliederung
Um 1989 gliederte sich das Flugabwehrkommando grob in:
- Stab/Stabsbatterie Flugabwehrkommando 1, Münster
  -  Flugabwehrregiment 100, Wuppertal
  -  Flugabwehrbataillon 130 (GerEinh), Greven
  -  Flugabwehrbataillon 140 (GerEinh), Greven

## Geschichte
Das Flugabwehrkommando 1 wurde 1980 zur Einnahme der Heeresstruktur IV in Münster aufgestellt. Zur Aufstellung des Stabes wurde der Korpsflugabwehrkommandeur 1 herangezogen, der 1961 am Heeresflugplatz Rheine-Bentlage ausgeplant wurde und bereits 1962 nach Münster verlegte.
Das Flugabwehrkommando wurde nach Ende des Kalten Krieges 1993 etwa zeitgleich mit der Umgliederung des I. Korps zum 1. Deutsch-Niederländischen Korps außer Dienst gestellt.

## Verbandsabzeichen

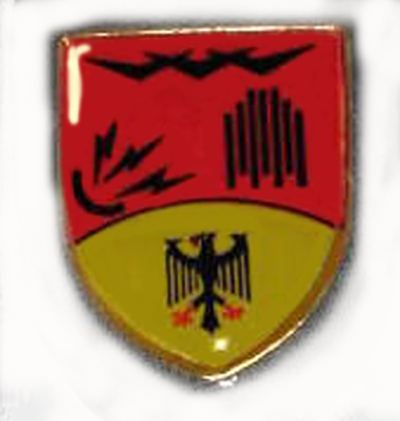
Internes Verbandsabzeichen des Stabes/Stabsbatterie

Das Flugabwehrkommando führte aufgrund seiner Ausplanung als Teil der unselbständigen Korpstruppen kein eigenes Verbandsabzeichen. Die Soldaten trugen daher das Verbandsabzeichen des übergeordneten Korps.
Als „Abzeichen“ wurde daher unpräzise manchmal das interne Verbandsabzeichen des Stabes und der Stabsbatterie „pars pro toto“ für das gesamte Flugabwehrkommando genutzt. Es zeigte den Giebel des alten Münsteraner Rathauses, den Bundesadler, den „Fla-Himmel“ in der Waffenfarbe der Heeresflugabwehrtruppe, stilisierte Kampfflugzeuge und eine stilisierte Darstellung der elektronischen Aufklärungssysteme der Truppe.